# Morgan (Minnesota)
Morgan è una città degli Stati Uniti d'America, situata in Minnesota, nella contea di Redwood.